# Sächsischer Westriegel

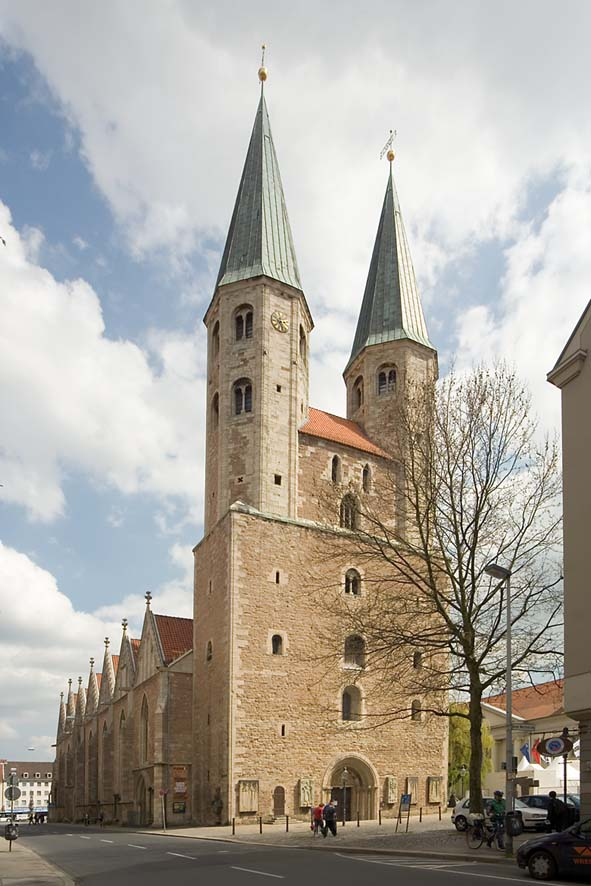
Martinikirche Braunschweig

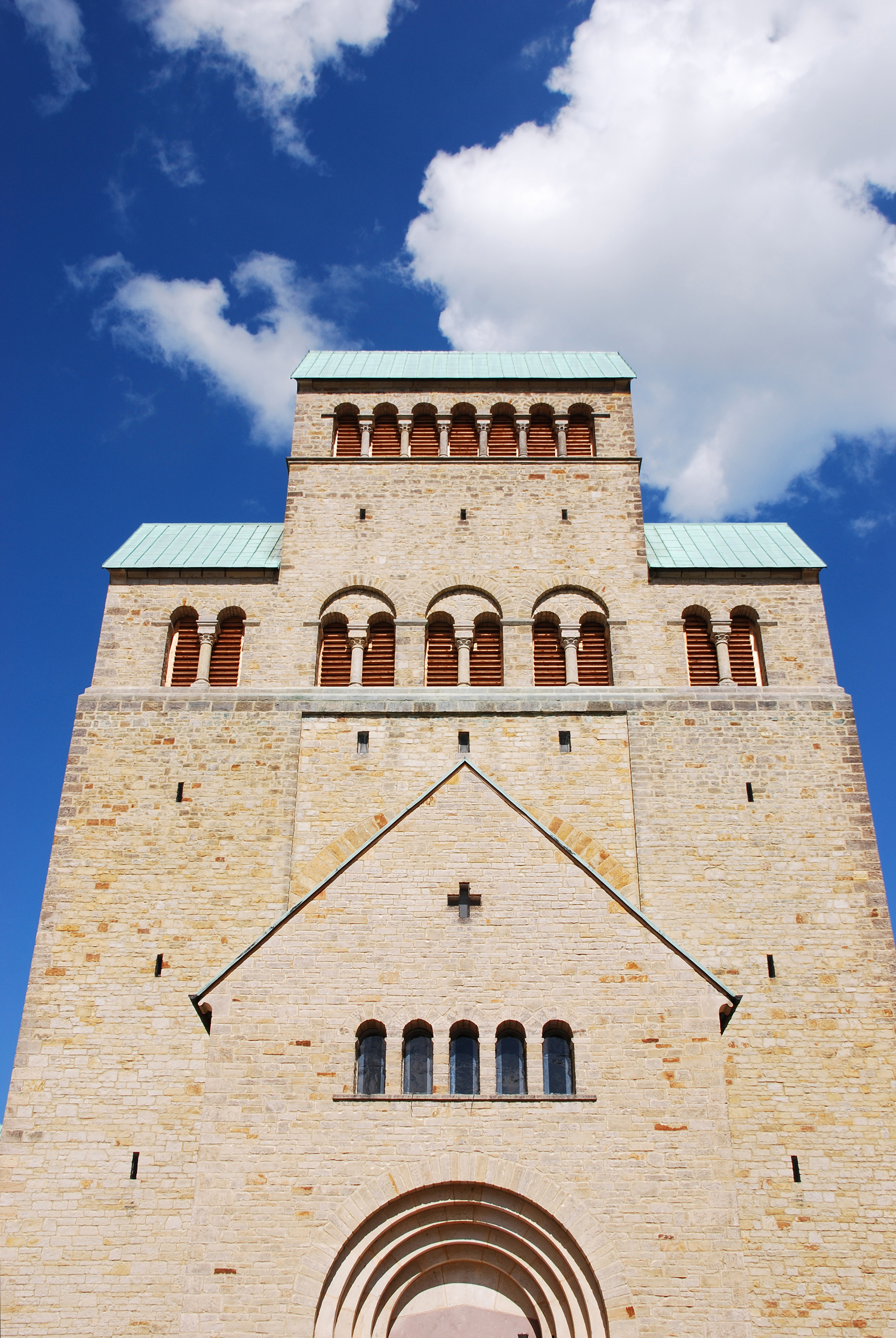
Hildesheimer Dom

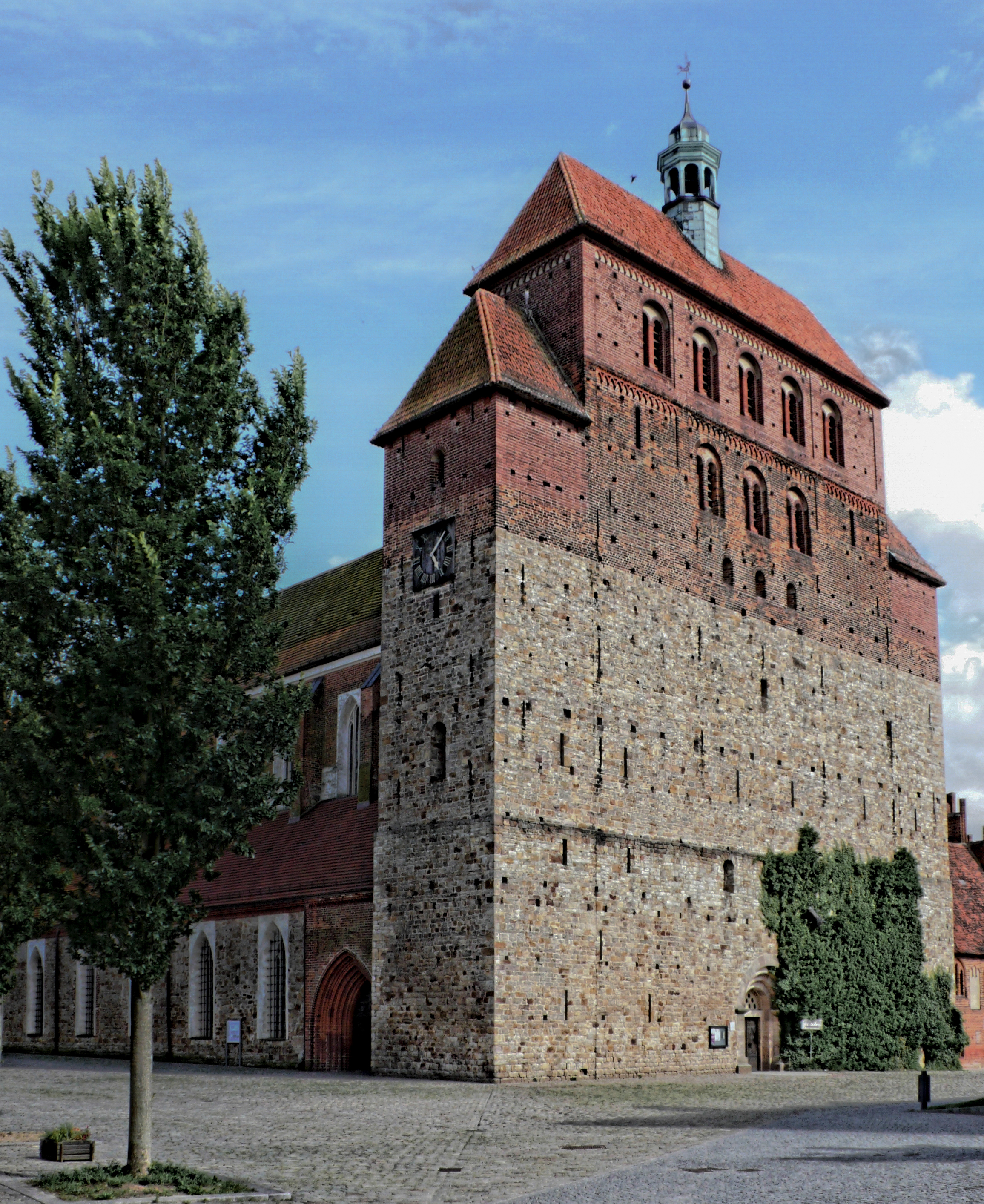
Der Westriegel des Havelberger Domes

Der Westriegel ist als eine besondere Form des Westwerks eine Besonderheit des romanischen Kirchenbaus. Wegen seiner Häufung auf dem Gebiet des mittelalterlichen Herzogtums Sachsen wird er manchmal als Sächsischer Westriegel bezeichnet, aber sein Verbreitungsgebiet erstreckt sich von der Maas bis an die Oder. Später, in der Backsteingotik, entstanden ähnliche Bauformen auch weiter östlich.

## Bauform
Der Sächsische Westriegel ist ein das Langhaus überragender, querrechteckiger Baukörper. Der untere Teil ist von geschlossener Bauweise, der obere besteht entweder aus einem Glockenhaus mit Dach (Mindener Dom, Havelberger Dom, Hildesheimer Dom) oder zwei meist polygonalen Turmaufbauten (Kirchen von Braunschweig und Goslar). Oft haben (oder hatten ursprünglich) die Kirchen nur einen kleinen oder gar keinen Westeingang. Die typische Form des queroblongen Baukörpers oder Riegels zeichnet sich durch Fenster- und Türlosigkeit aus, mit der wahrscheinlich ein Bollwerk gegen das Böse symbolisiert werden sollte (Burg Gottes). Gestalterisch unterscheiden sich die an den Seiten aufgesetzten und vom unteren Baukörper horizontal getrennten Turmaufbauten der Westriegel von den Doppelturmfassaden, deren Ideal in einer vertikal vom Boden nach oben durchlaufenden Fassadengliederung besteht.
Der Bautypus betont das Abweisende und Geschlossene der Kirchenfront und bildet somit einen Gegensatz zu Kirchenfassaden mit großen Portalen und Fenstern, wie sie in Frankreich verbreitet sind. Der Eingang zu solchen romanischen Kirchen lag seinerzeit nicht im Westbau, sondern meistens an der Nordseite in einem Vorbau, dem so genannten Paradies. Sie sind keine Wegekirchen, bei denen ein Weg vom Portal im Westen zum Altar im Osten angelegt ist.
In dem Gebäudesockel wird oft eine Herrscherloge vermutet, von der aus der Landesherr der Heiligen Messe beiwohnte. Für diese von den karolingisch-ottonischen Westwerken hergeleitete Funktion fehlen beim Westriegel jedoch meist die Belege. Das Verständnis der Bauform als Antagonismus, der die Kirchen in West-Ost-Ausrichtung in ein Sanktuarium (Ostteil, meist Querhaus und Apsis) und in einen vermeintlich der weltlichen Herrschaft vorbehaltenen Bereich (Westbau) aufteilt, ist umstritten. Die Ähnlichkeit von Form und Bauweise vieler Westwerke mit zeitgenössischen Breitwohntürmen (wie etwa der Kemenate Orlamünde) springt jedoch ins Auge. Die Funktion einer Wehrkirche wird zwar selten erfüllt sein, da die meisten Westwerke von Anfang an einen Durchlass (oder drei Durchlässe) zum Langhaus besaßen, oft auch ein ebenerdiges Portal, auch werden sie nur in Einzelfällen über die liturgisch-sakrale Funktion hinaus in den Obergeschossen zu Wohnzwecken gedient haben (wie möglicherweise das Westwerk von Kloster Wendhusen), die architektonische Anlehnung könnte aber dadurch erklärlich sein, dass die Maurer, Zimmerleute usw. die Errichtung von Wohntürmen für den Adel gewohnt waren und eben das übliche Baumuster beibehielten, was mit der sakralen Erklärung „Bollwerk gegen das Böse“ zusätzlich gerechtfertigt werden konnte.
Andere Autoren betonen die rein symbolische Funktion des westlichen Querriegels, der im Kontrast zum Ostchor die Zwei-Reiche-Lehre (die Lehre zweier von Papsttum bzw. Königtum regierten Welten) verkörpern oder der Abwehr böser Mächte dienen solle; oft waren sie den Erzengeln Michael oder Gabriel geweiht. Auch sollten sie bzw. eine darunter liegende Krypta als Heiligengräber dienen.

## Regionale Verbreitung und Ausprägung
Beispiele für den sächsischen Westriegel befinden sich am Braunschweiger Dom sowie dem Kaiserdom zu Königslutter, am Havelberger Dom sowie am im 19. Jahrhundert abgerissenen Dom zu Goslar, dort allerdings mit großem Westportal. In Havelberg und Königslutter ist diese geschlossene Bauform heute noch sichtbar, im Braunschweiger Dom wurde erst im 19. Jahrhundert eine kleine Tür in den Westriegel gebrochen. Auch bei der Martinikirche in Braunschweig wurde das romanische Portal im Westriegel erst nachträglich eingesetzt.
Während der Dom zu Königslutter und der Dom zu Goslar Kaiserbauten waren, folgte der Dom zu Braunschweig dieser Architektur, ohne als Kaiserdom errichtet worden zu sein. Der Grund ist im Herrschaftsanspruch Heinrichs des Löwen zu suchen, den er in diesem Baustil zu manifestieren suchte. Sein Sohn Kaiser Otto IV. wusste ihn dann für sich gerade in kaiserlicher Hinsicht zu nutzen und auszubauen.
Westriegel-ähnliche Bauten im Raum östlich der Elbe werden manchmal als eigener Bautypus „märkischer Westbau“ vom Sächsischen Westriegel im engeren Sinne abgesondert.

## Beispiele
Braunschweig: Braunschweiger Dom, St. Martini, St. Katharinen, Magnikirche, St. Andreas;
Goslar: ehemaliger Goslarer Dom, Neuwerkkirche, Frankenberger Kirche, Marktkirche, Kirche Riechenberg
Hildesheim: Hildesheimer Dom, Basilika St. Godehard, St. Bernward, St. Elisabeth
St. Georg Arneburg,
Liebfrauenkirche Burg/Magdeb.,
St. Nicolai Burg/Magdeb.,
Kloster Bursfelde,
St. Laurentius Clarholz,
Kloster Drübeck,
Kloster Diesdorf,
Dorfkirche Dambeck,
Fritzlarer Dom,
St. Cyriacus Frose,
Stiftskirche Bad Gandersheim,
Dorfkirche Gohre,
St. Johannis Göttingen,
Kloster Hadmersleben,
Liebfrauen Halberstadt,
Moritzkirche Halberstadt,
Kloster Hecklingen,
Kaiserdom Königslutter,
St. Nicolai Melverode,
Stephanskirche Osterwieck,
Stiftskirche Quedlinburg,
Petrikirche Seehausen, 
St. Marien und Willebrord Schönhausen,
Watenstedt,
Sigwardskirche Wunstorf,
 St. Crucis Ziesar

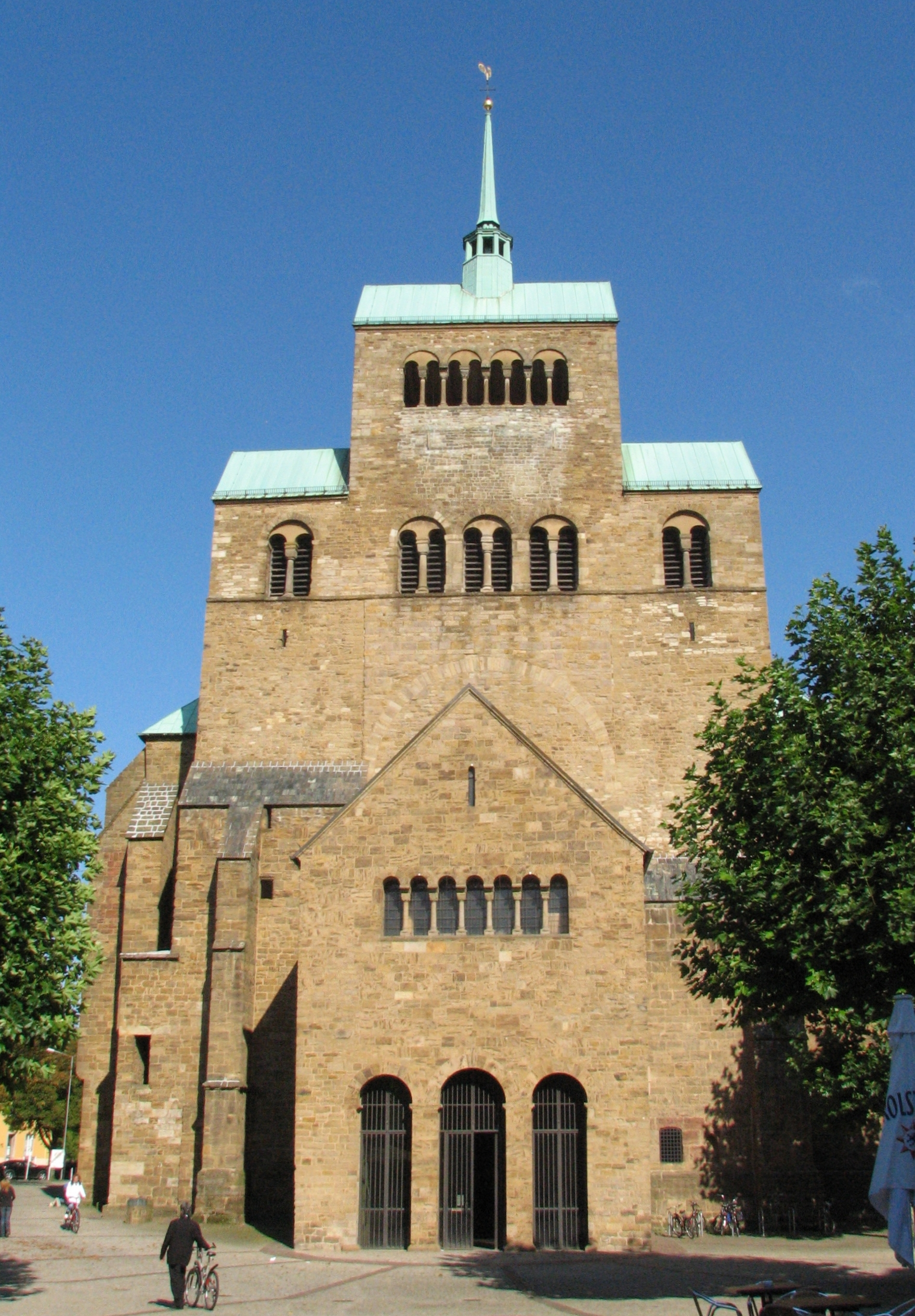
Mindener Dom, 952 Westwerk, 1152 umgebaut
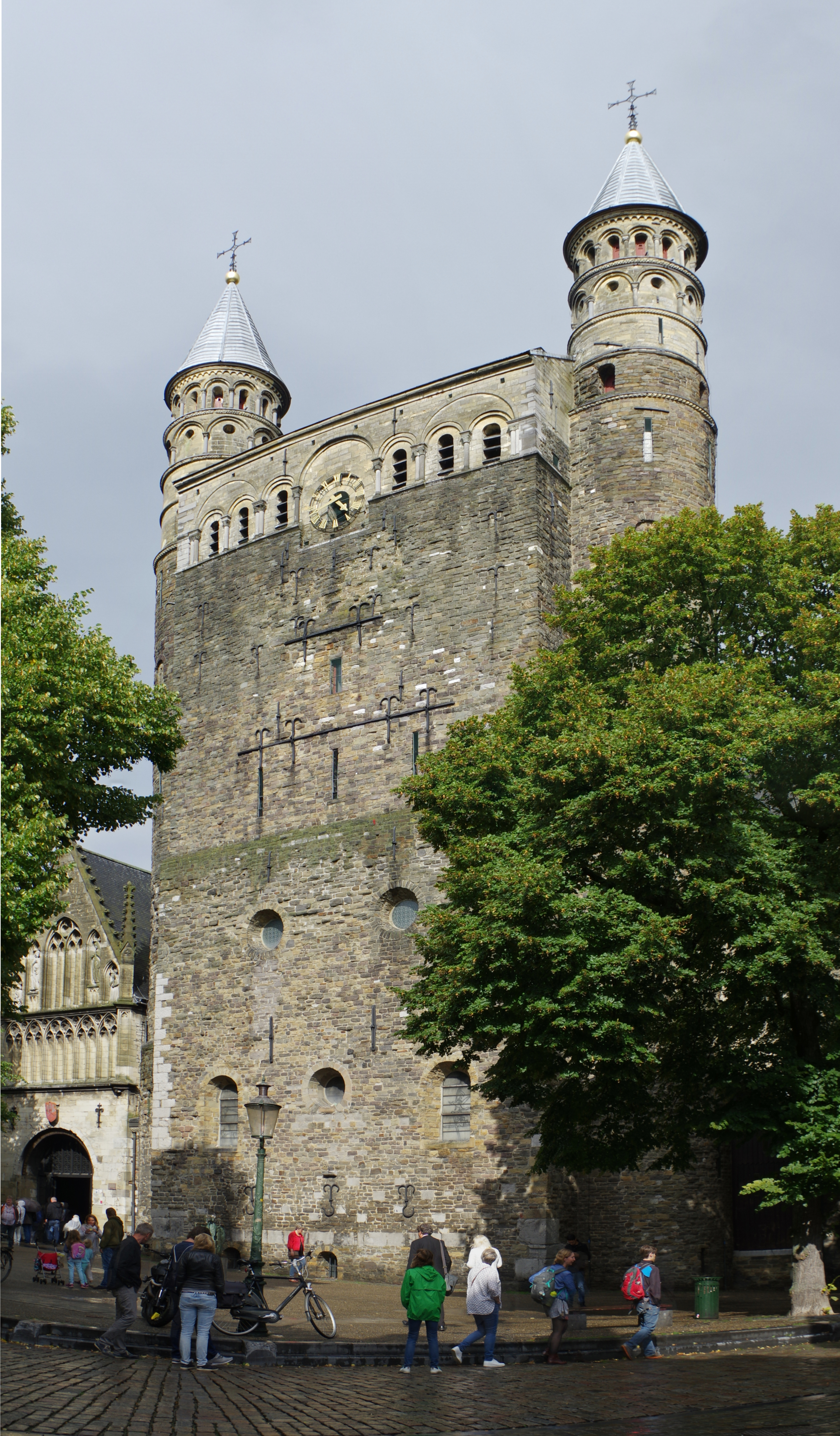
Nicht östlich von Issel und IJssel, sondern westlich der Maas: Liebfrauenbasilika (Maastricht), Westwerk ab 1000
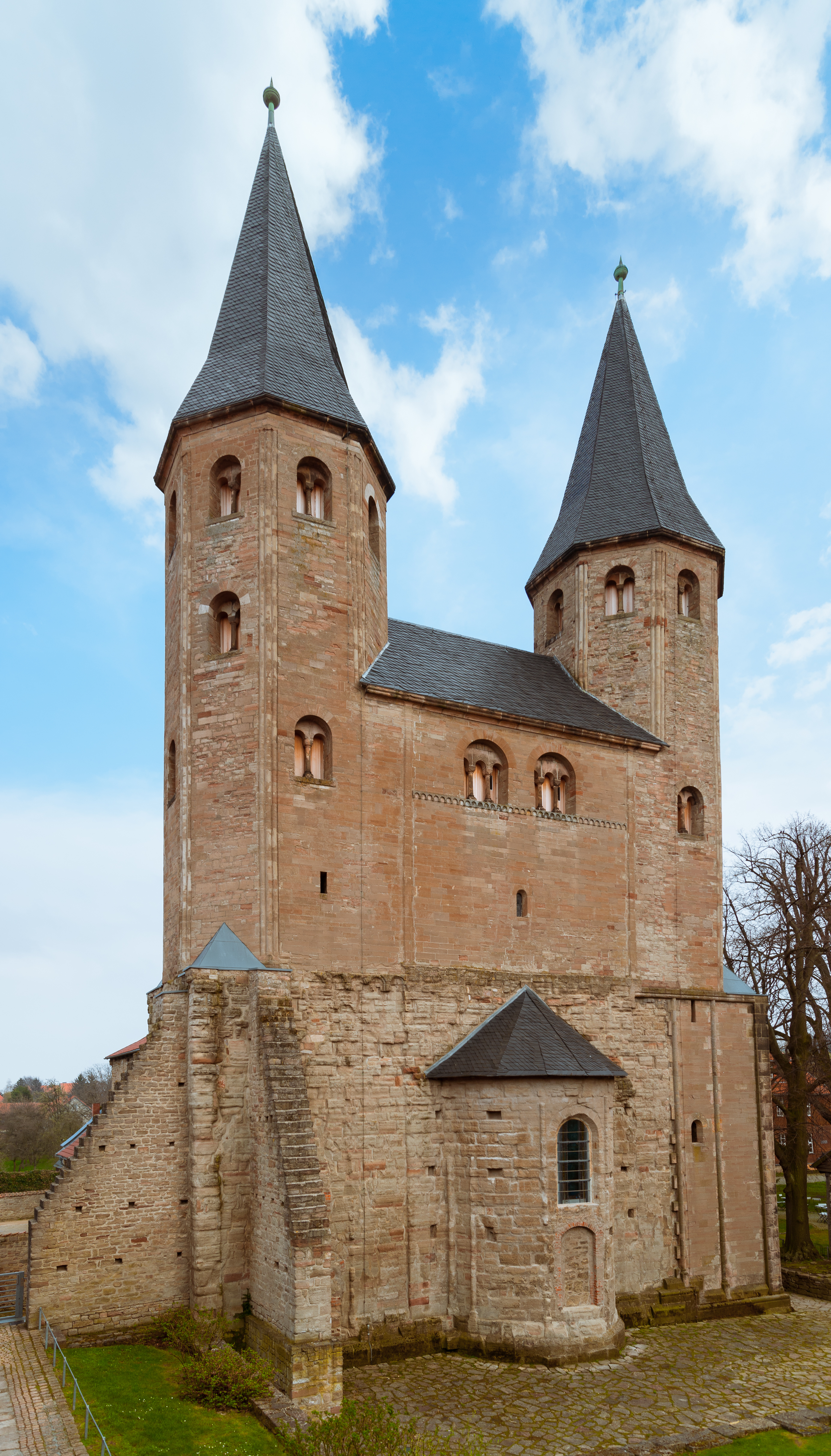
Klosterkirche Drübeck, Westwerk/-Riegel, 12. Jahrhundert
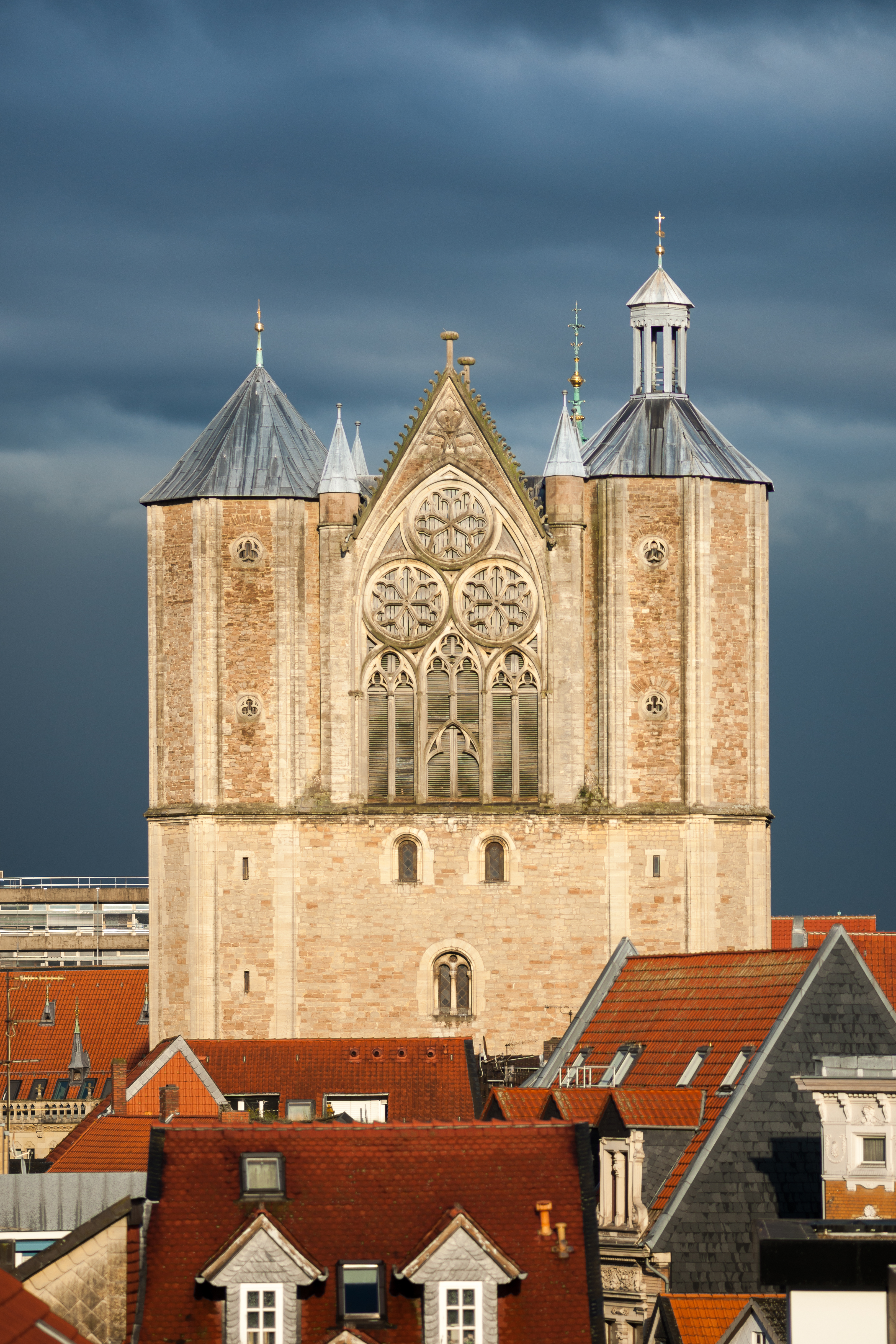
Braunschweiger Dom, um 1200

Kleinere Bauten
Barum (Salzgitter),
Bevenrode,
Bornum,
Cremlingen, 
Denstorf,
Eilum,
Erkerode,
Essenrode,
Evessen,
Groß Ammensleben,
Groß Denkte,
Groß Möringen,
Heiligendorf,
Heiningen,
Heßlingen (Wolfsburg),
Hordorf (Cremlingen),
Dorfkirche Klein Schwechten,
Kneitlingen,
Küblingen,
Lehre,
Linden (Wolfenbüttel),
Lucklum,
Mascherode,
Moringen-Fredelsloh,
Ohrum,
Reinhausen,
Rhode (Königslutter),
Sauingen,
Sonnenberg (Vechelde), 
Sottmar,
Uenglingen,
Volzum,
Warle,
Wendessen,
Wierthe,
Wormsdorf.

Westriegel kleinerer Bauten haben eher die Proportionen von Westbauten
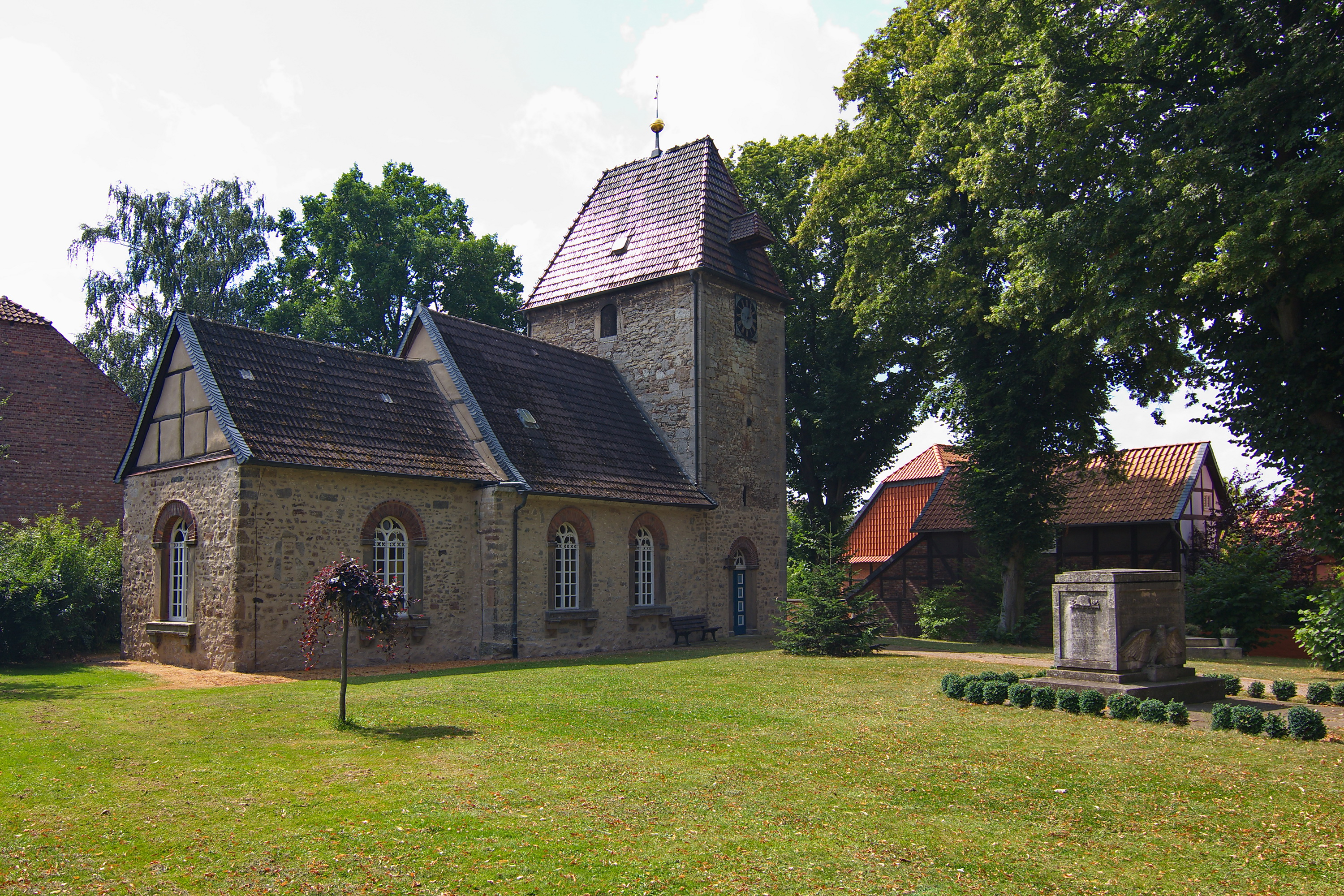
Dorfkirche St. Urban in Wierthe bei Peine
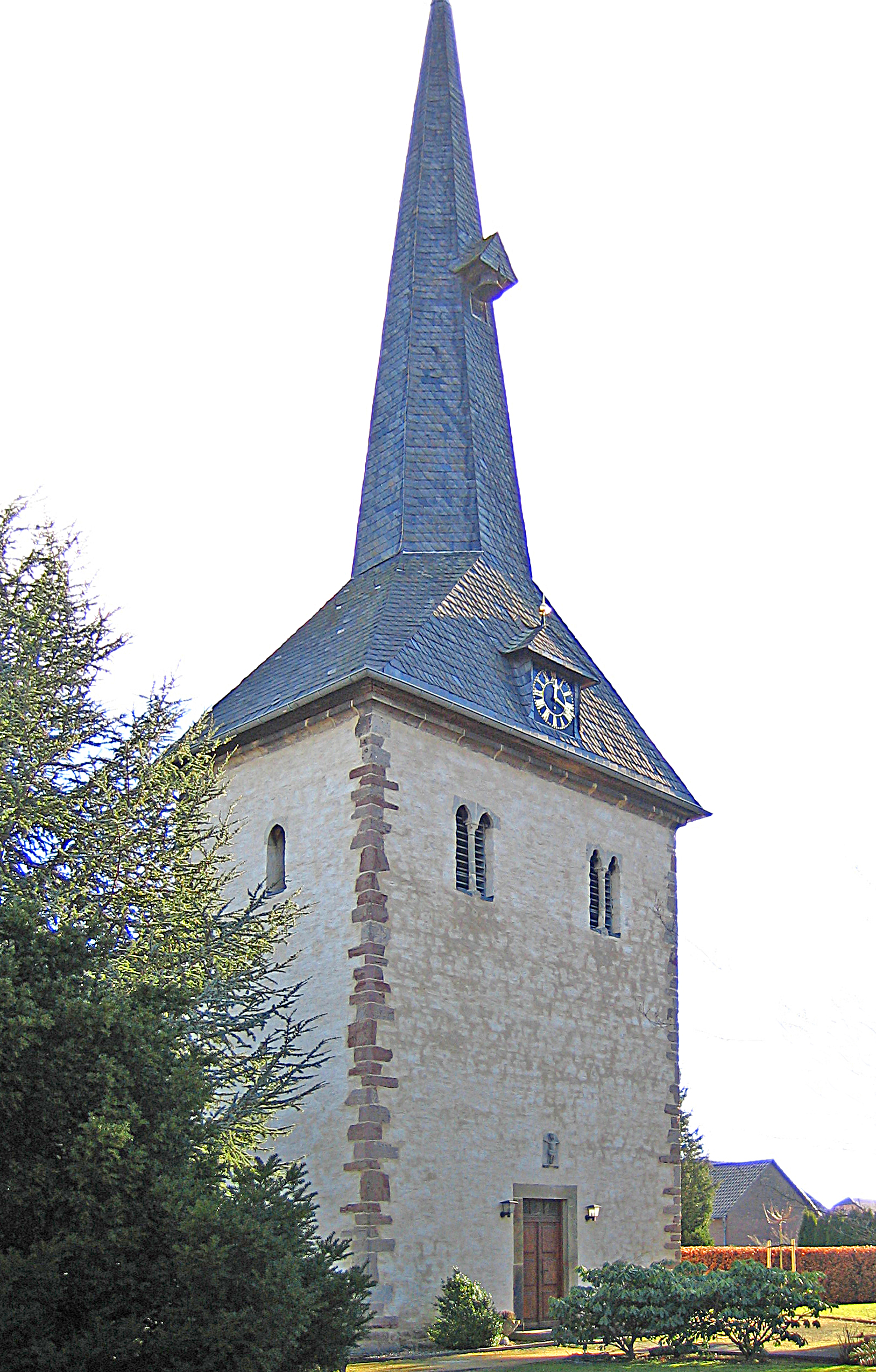
Dorfkirche St. Nikolai in Sonnenberg südwestlich von Braunschweig
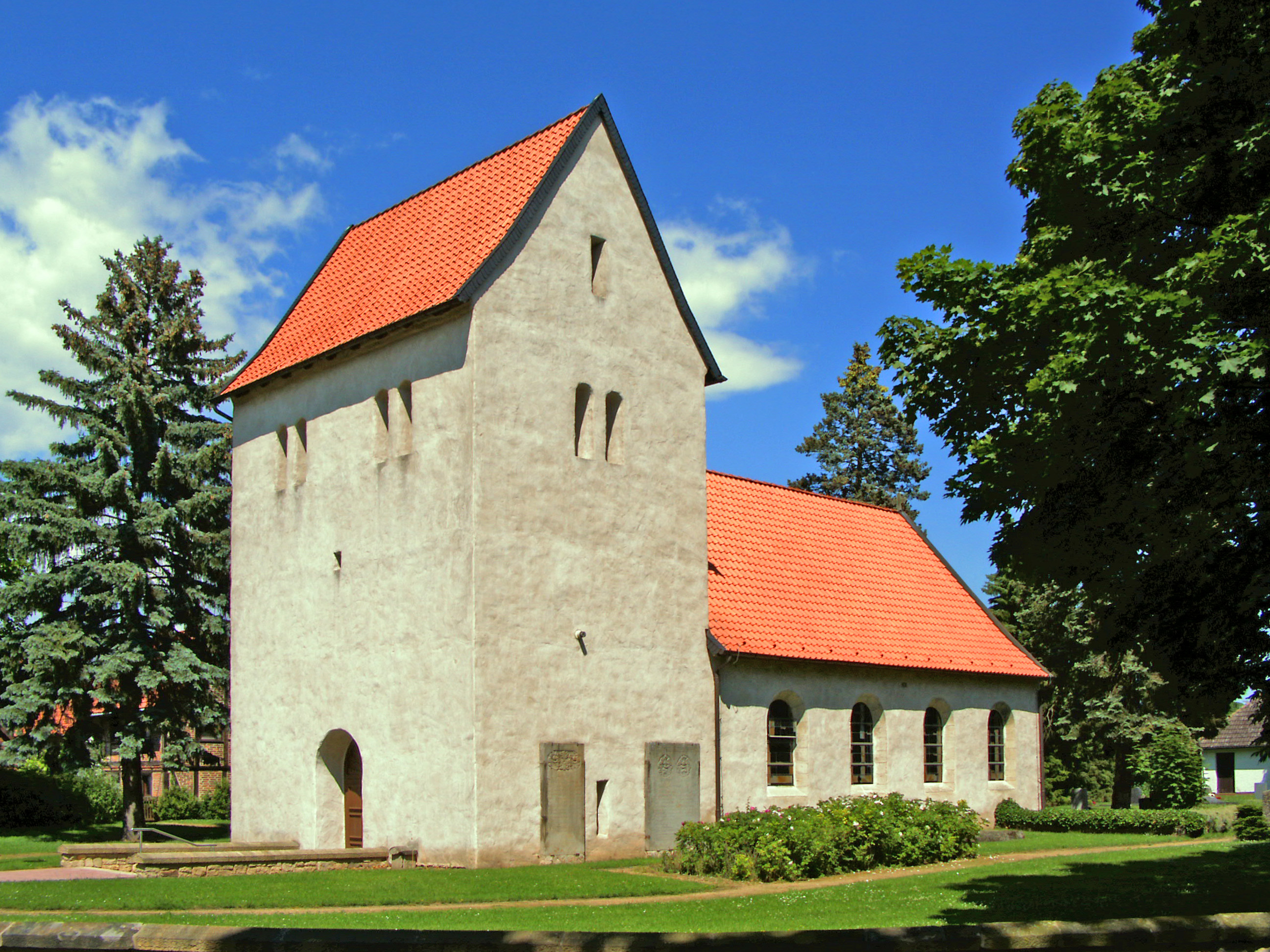
Dorfkirche St. Lutgeri in Rhode bei Königslutter
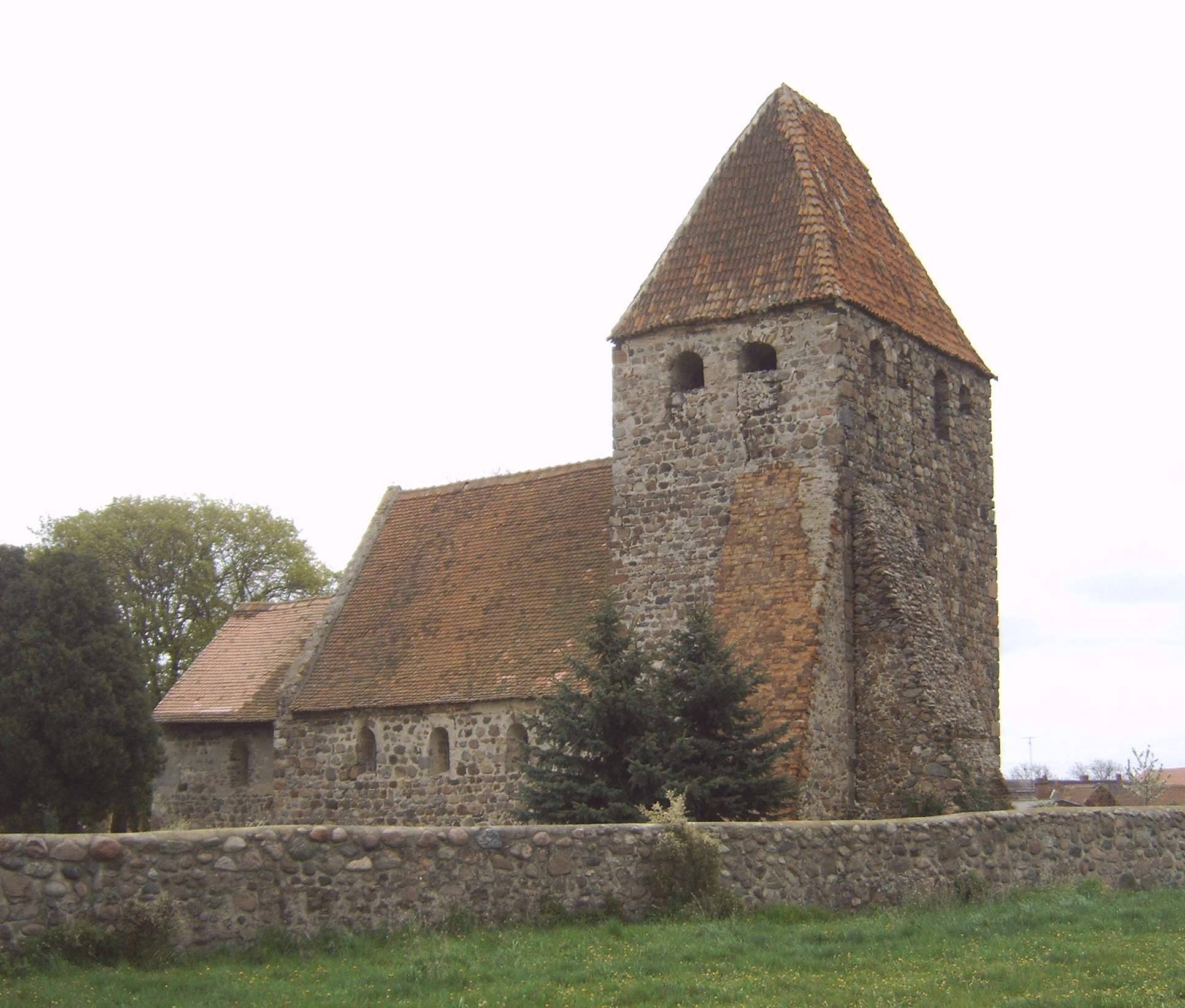
Westbau der Dorfkirche Buchholz bei Stendal in der Altmark
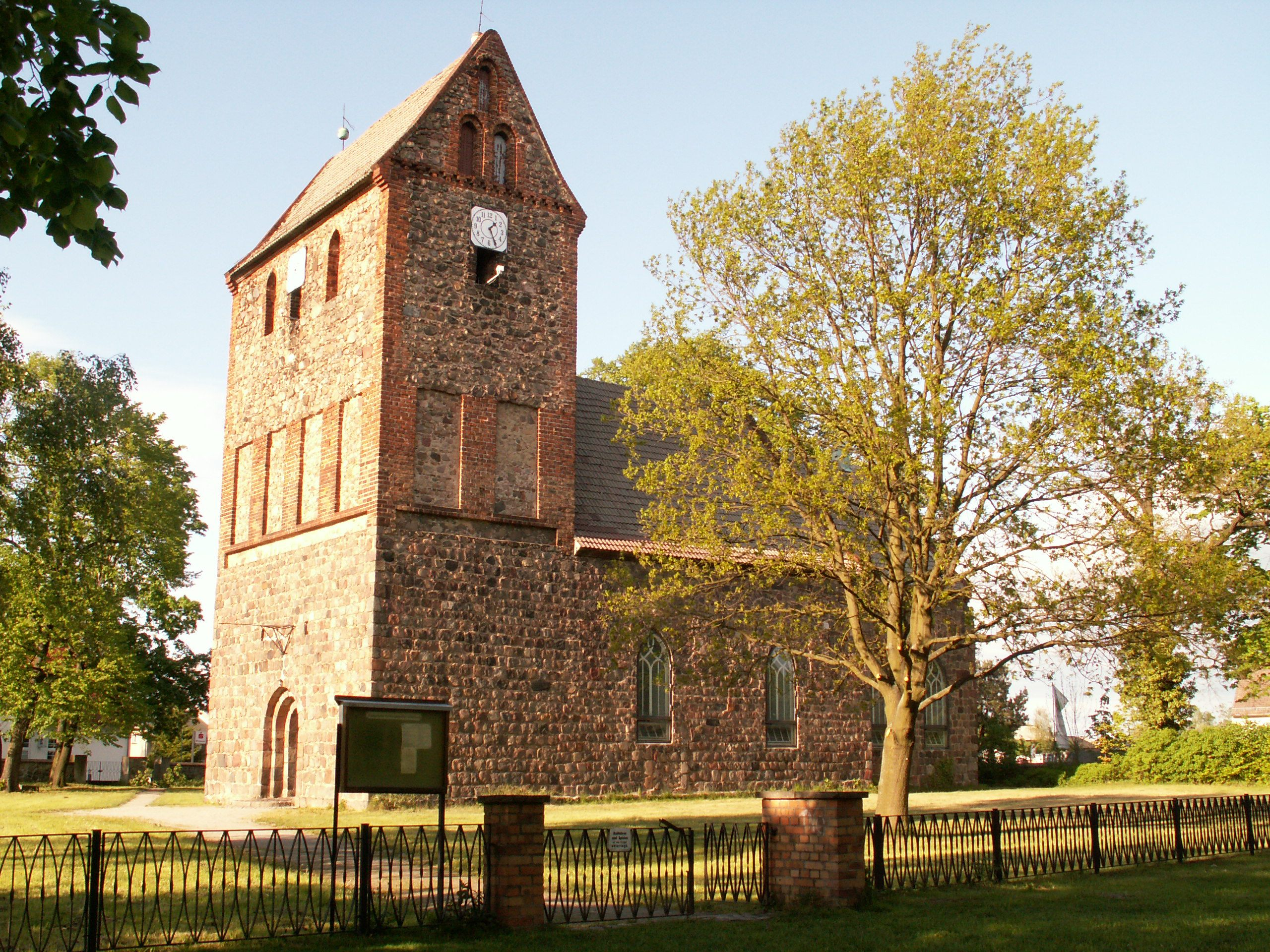
Westbau der Dorfkirche Lindenberg im Barnim östlich von Berlin